# Nikolai Semjonowitsch Simakow
Nikolai Semjonowitsch Simakow (russisch Николай Семёнович Симаков; * 1915; † 1970) war ein sowjetischer Ingenieur, Kommunist, Widerstandskämpfer gegen den Nationalsozialismus, Häftling im KZ Buchenwald und Leiter des sowjetischen Militärischen Widerstandszentrums. 

## Leben
Simakow wurde Mitglied der Kommunistischen Partei der Sowjetunion (KPdSU). Nach dem Überfall des Deutschen Reiches auf die UdSSR wurde er als Häftling in das KZ Buchenwald eingeliefert und wurde als Pfleger im Häftlingskrankenbau eingeteilt. Er beteiligte sich am Häftlingswiderstand und wurde der Leiter des illegalen sowjetischen militär-politischen Zentrums der Internationalen Militärorganisation (IMO). Zugleich gehörte er dem Internationalen Lagerkomitee (ILK) an.
Als die NS-Herrschaft beseitigt war, kehrte er in die Sowjetunion zurück. Dort war er beruflich als Ingenieur tätig.

## Veröffentlichung
- W. Dronow, Boris Nasirow, W. Luganow, Iwan Smirnow, Nikolai Simakow, G. Bartal: Vojna za koljucej provolokoj (dt.: „Krieg hinter Stacheldraht“), Moskau 1960, S. 218